# Dětenice

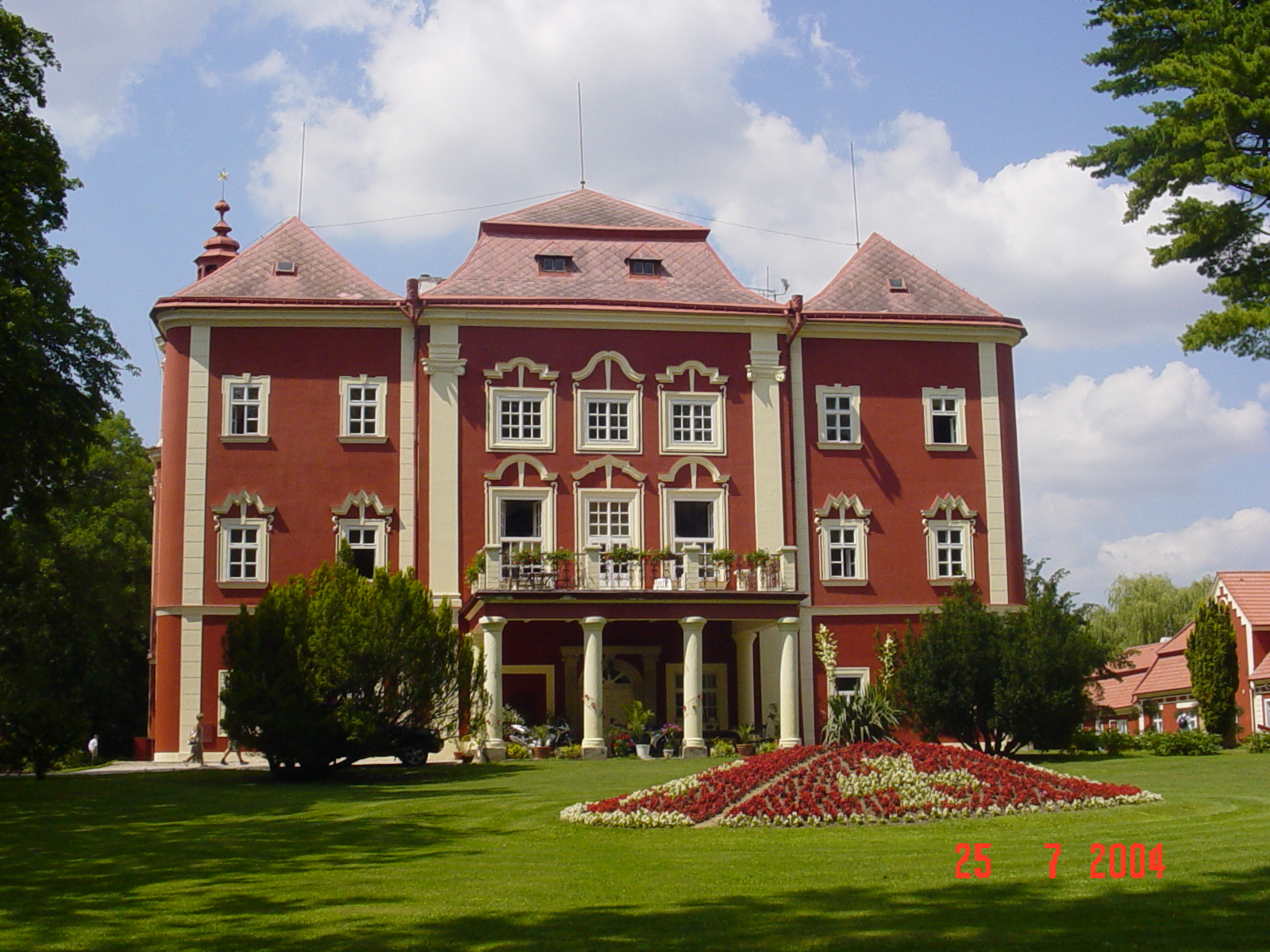
Das Schloß von Dětenice (2004)

Dětenice (deutsch Jettenitz) ist eine Ortschaft im Okres Jičín in Tschechien. Sie liegt vier Kilometer westlich von Libáň an der Grenze zu den Bezirken Mladá Boleslav und Nymburk.

## Geschichte
Die erste schriftliche Erwähnung stammt aus dem Jahre 1052, jedoch weisen Ausgrabungen auf eine Besiedlung in der Zeitära des Neolithikum hin. Ältere Bebauung befindet sich in der Dorfmitte. Neue Bauten, die den Charakter der Landschaft stören, findet man im Ortsteil Osenice.

## Ortsteile
Zur Gemeinde Dětenice gehören die Ortsteile Brodek und Osenice (Wossenitz).

## Sehenswürdigkeiten
- Schloss Dětenice mit Schlossbrauerei
- Neu rekonstruierte Kapelle und Dorfmitte
- Mittelalter-Hotel und dazugehörige Schenke

## Persönlichkeiten
- Václav Chaloupecký (1882–1951), tschechischer Historiker
- Miloš Hájek (1921–2016), tschechischer Historiker